# Łęg (Osiek)
Pour les articles homonymes, voir Łęg.
Łęg est une localité polonaise de la gmina d'Osiek, située dans le powiat de Staszów en voïvodie de Sainte-Croix.